# 2023年美國
|        | 美國歷史 \| 美國歷史年表                                                                                                   |
| 世紀： | 20世紀美國 \| 21世紀美國 \| 22世紀美國                                                                                     |
| 年代： | 1990年代美國 \| 2000年代美國 \| 2010年代美國 \| 2020年代美國 \| 2030年代美國 \| 2040年代美國 \| 2050年代美國               |
| 年份： | 2019年美國 \| 2020年美國 \| 2021年美國 \| 2022年美國 \| 2023年美國 \| 2024年美國 \| 2025年美國 \| 2026年美國 \| 2027年美國 |
| 紀年： | 美国独立247周年 |

2023年美國指的是美國在2023年的時局變化。

## 聯邦政府

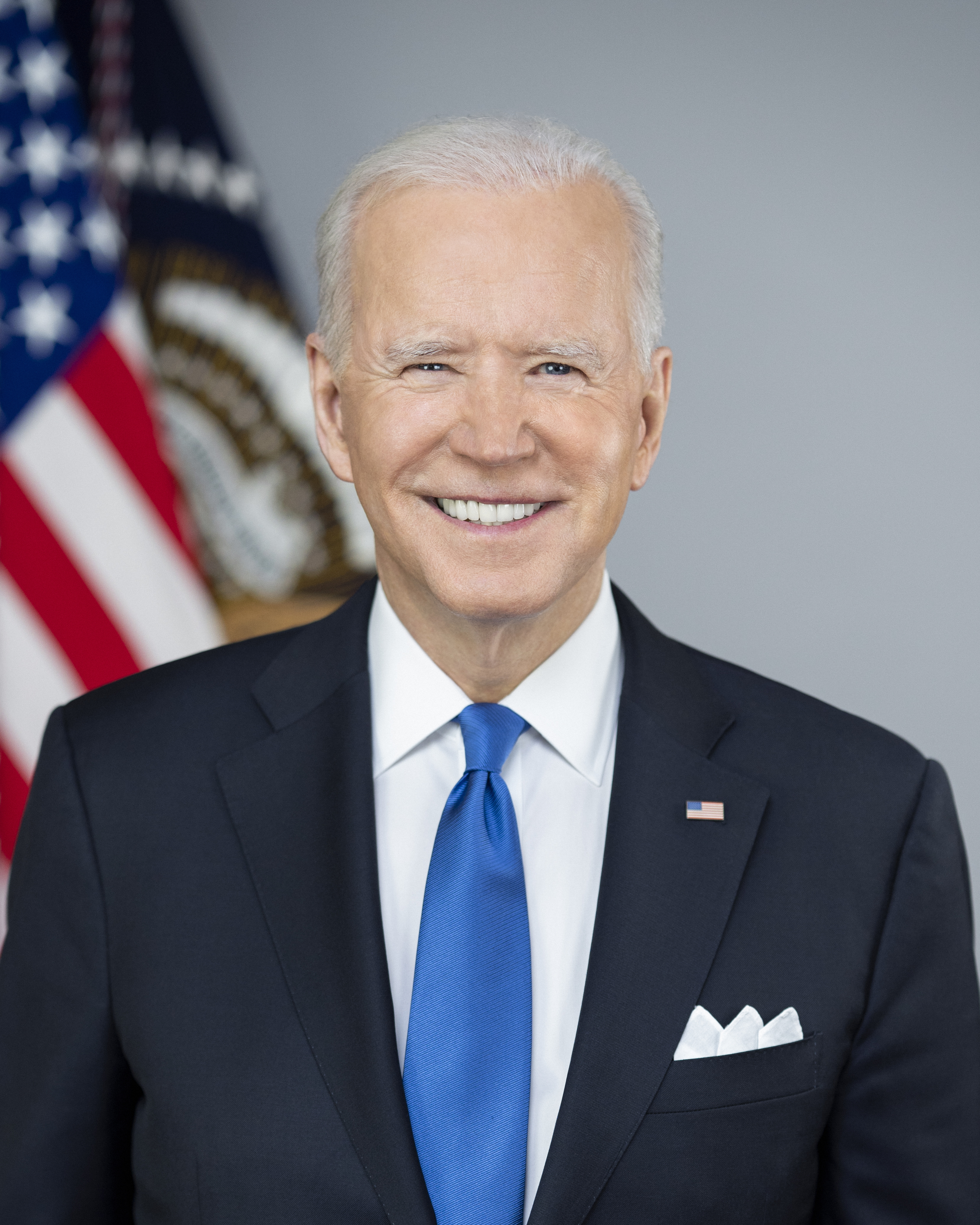
總統：乔·拜登
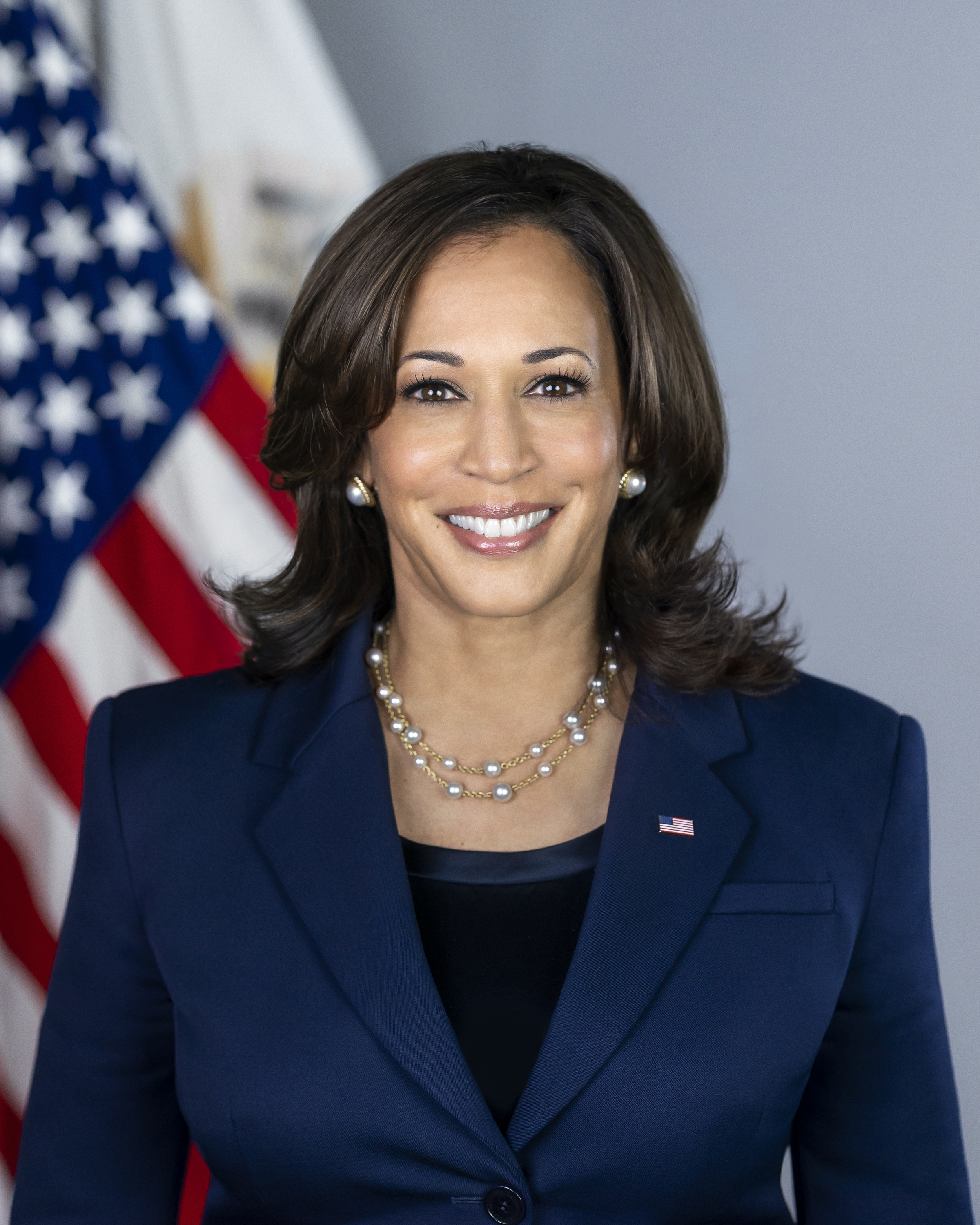
副總統兼參議院議長：賀錦麗
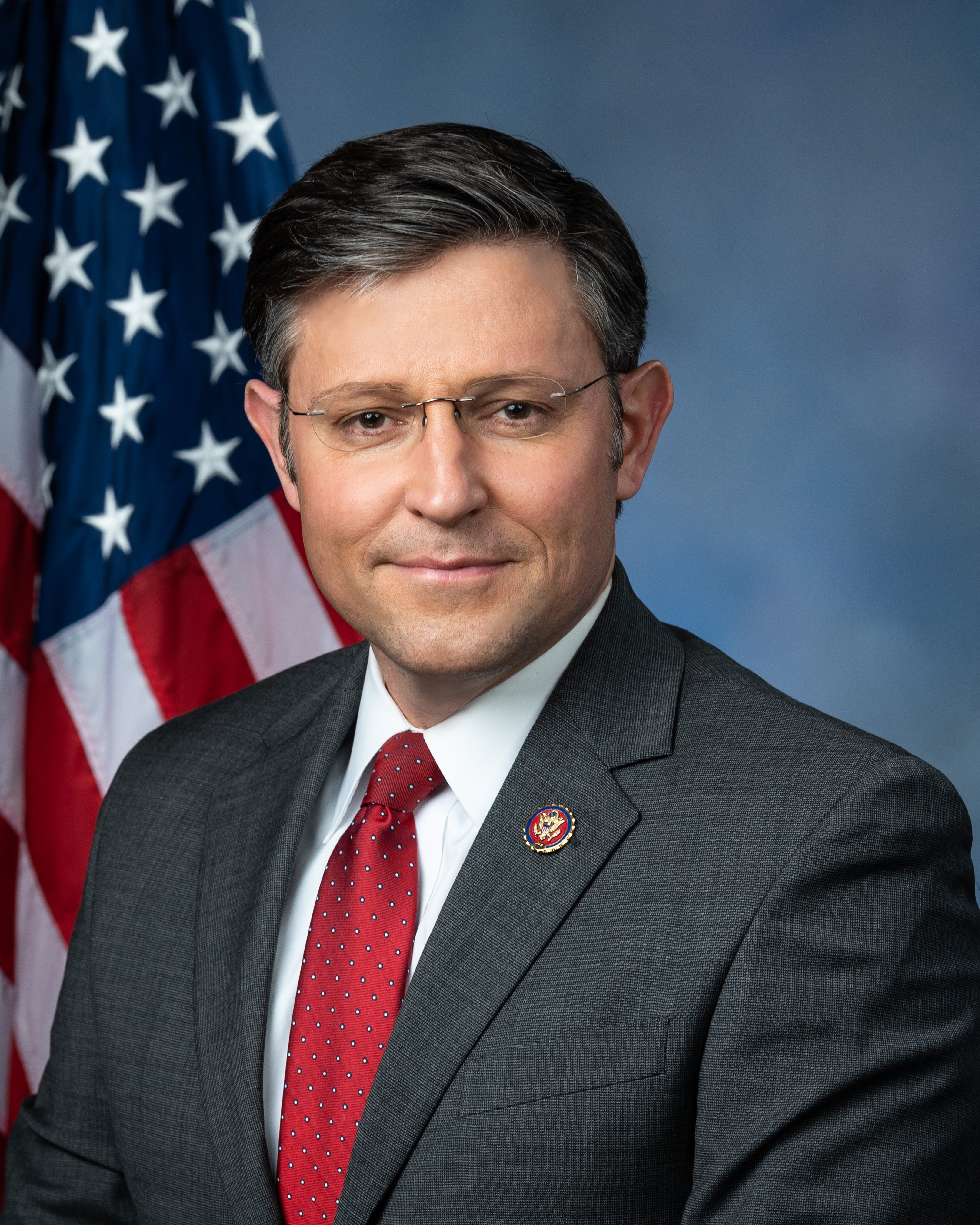
眾議院議長：麥克·強生
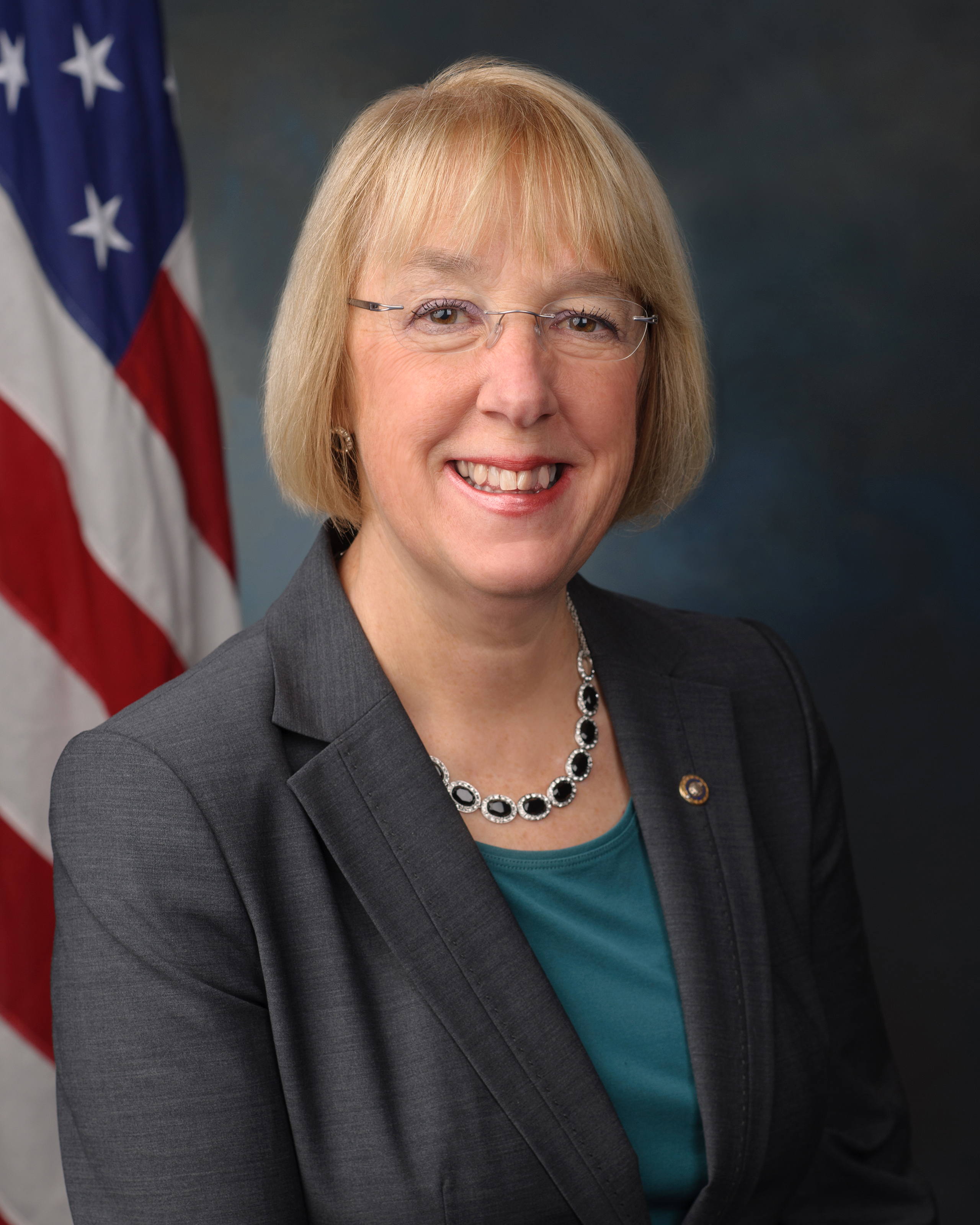
參議院臨時議長：派蒂·莫瑞
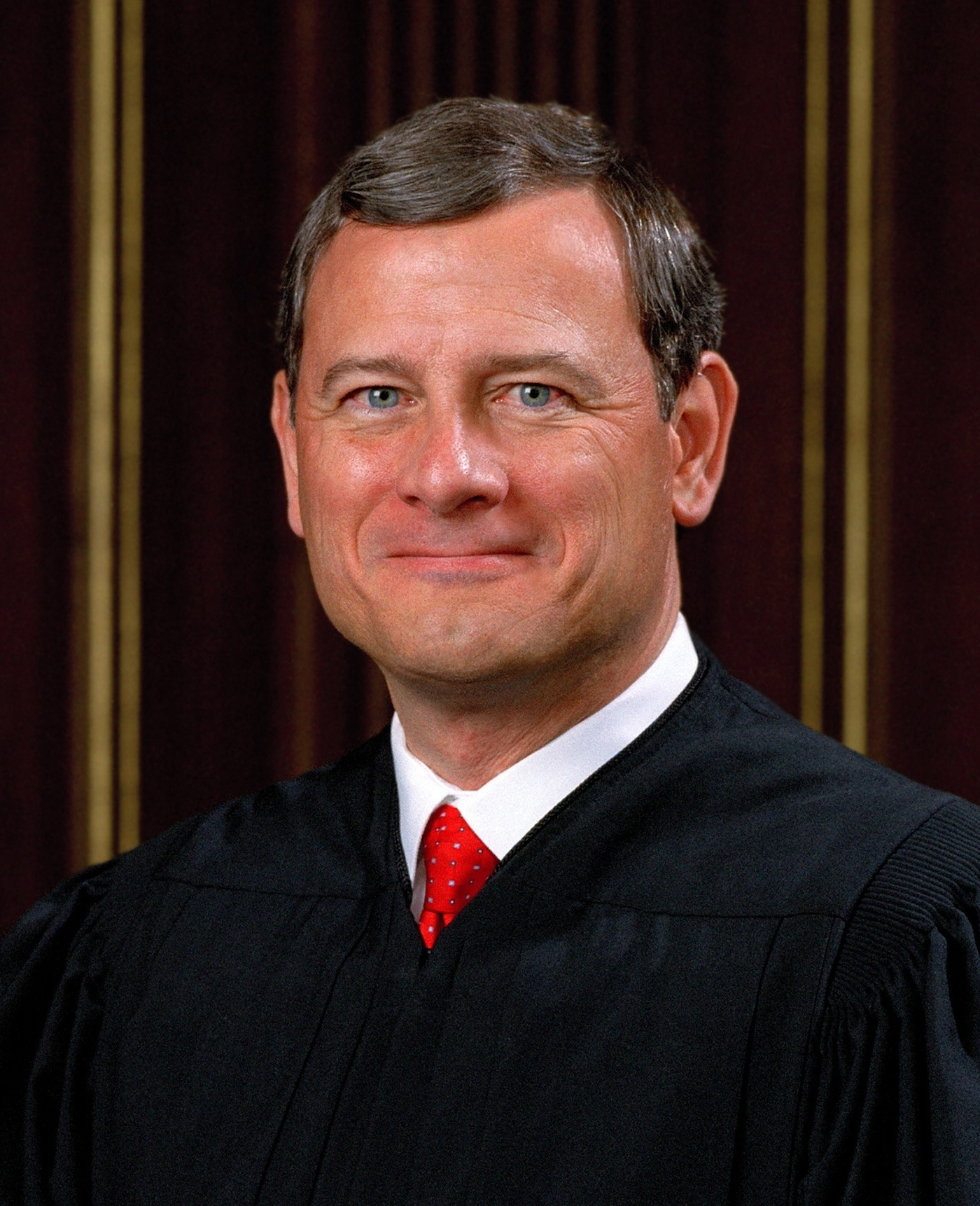
首席大法官：約翰·羅伯茨

### 成員變動

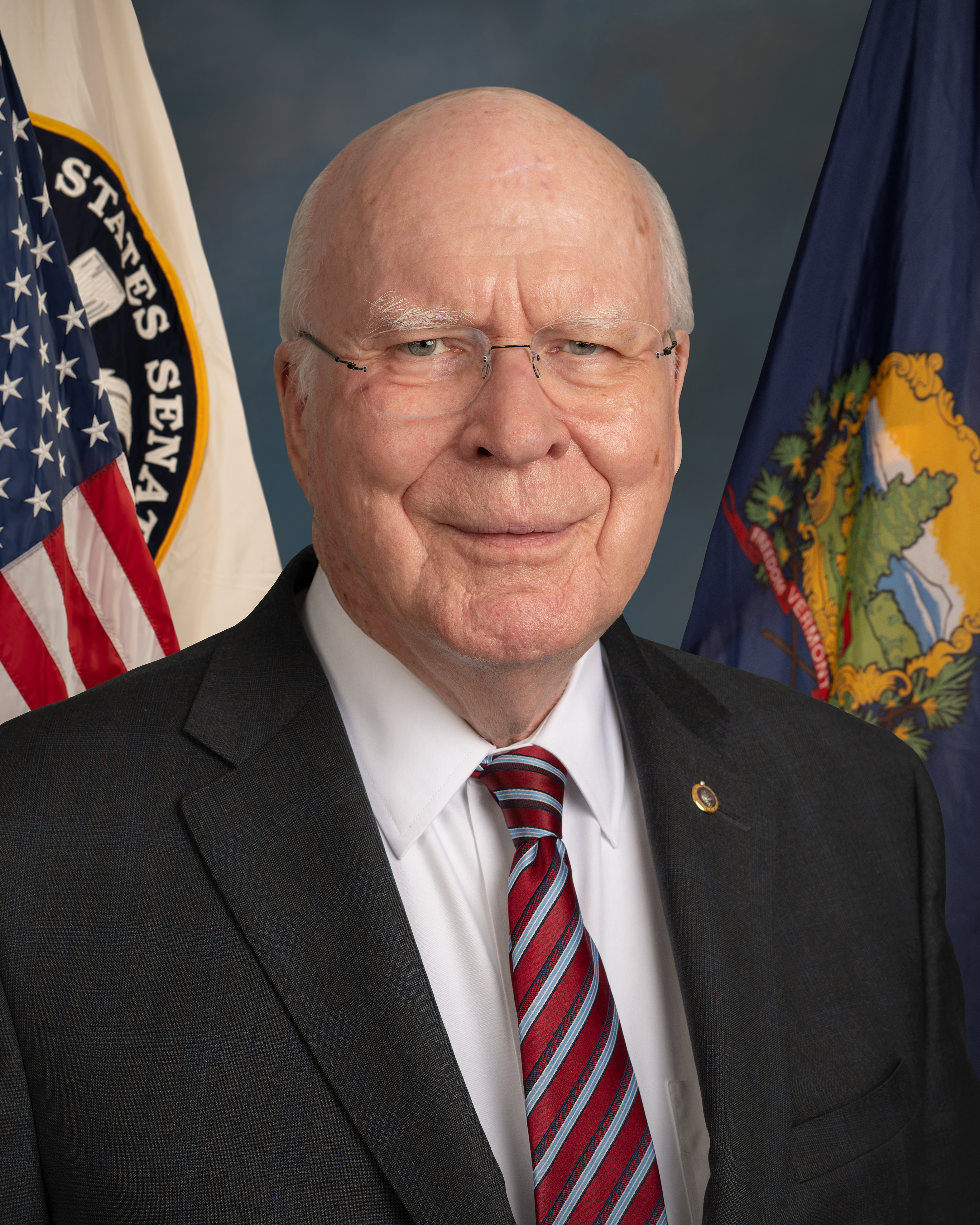
參議院臨時議長：派屈克·萊希（任期屆滿）
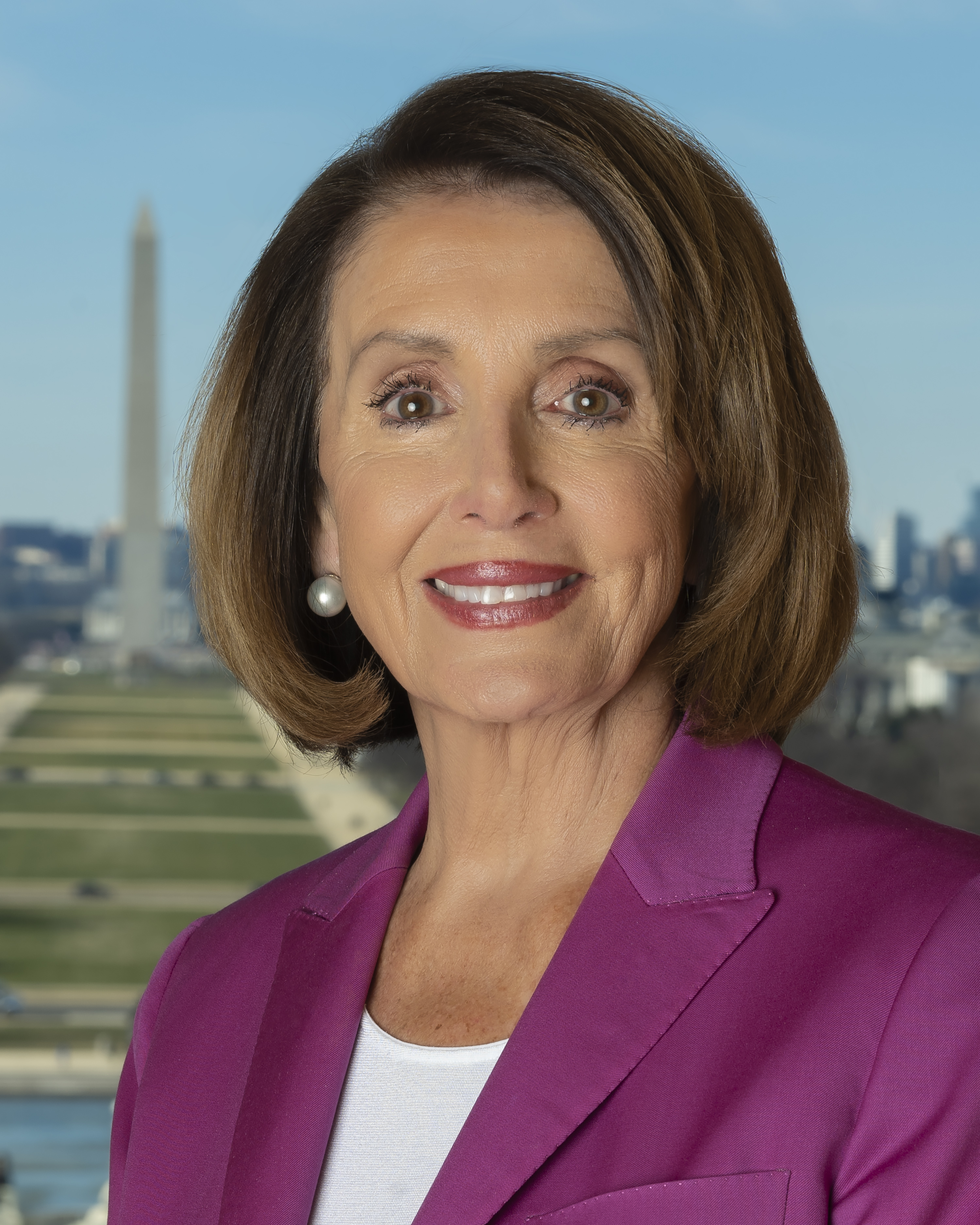
眾議院議長：南希·佩洛西（任期屆滿）
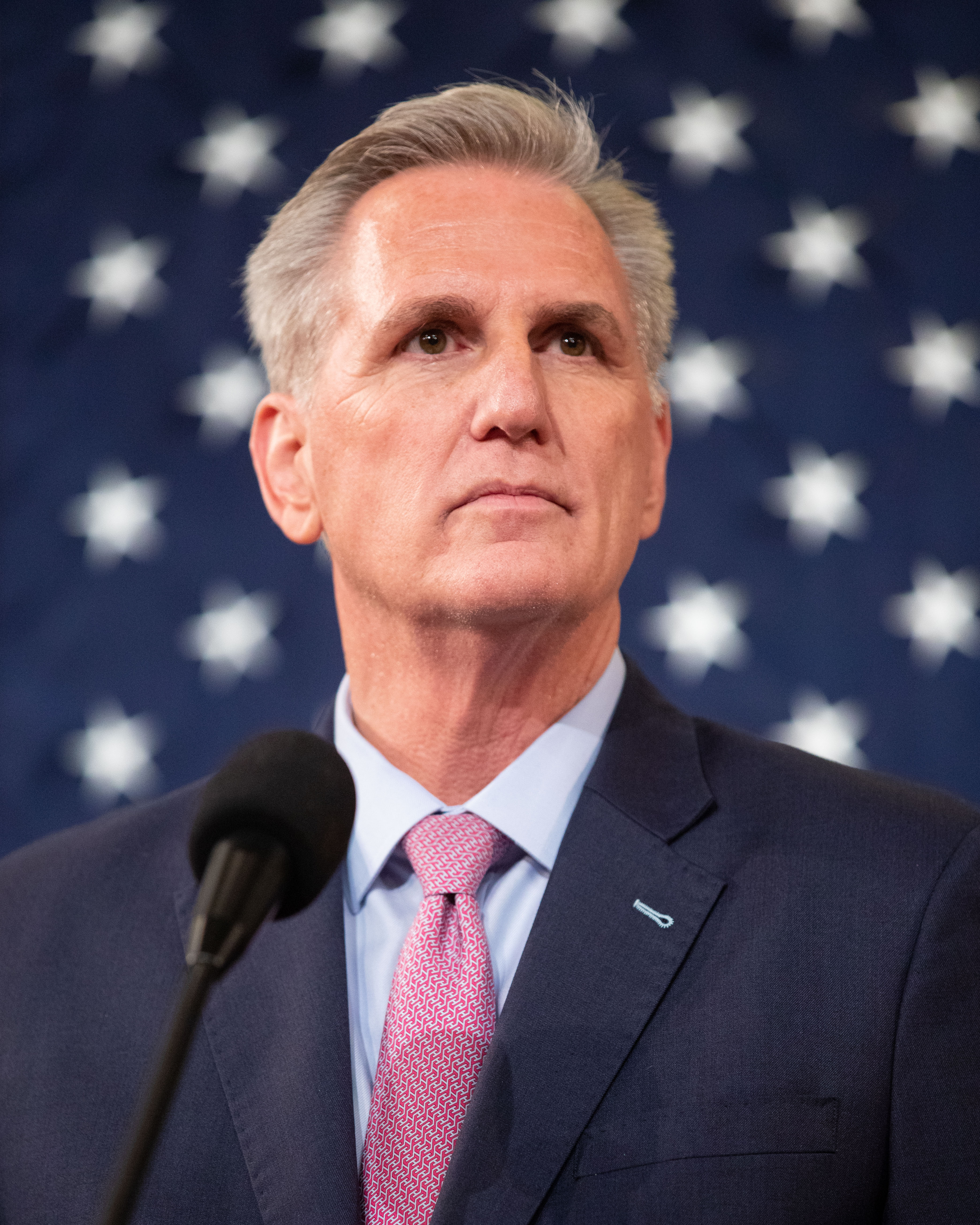
眾議院議長：凱文·麥卡錫（被彈劾下台）

## 大事时序

### 1月
- 1月1日，美国食品药品监督管理局将芝麻列为主要食物过敏源（英语：Sesame allergy）[1]。
- 1月4日，欧盟针对Facebook和Instagram的《通用数据保护条例》对Meta Platforms罚款4.14亿美元[2]。
- 1月5日，
  - 南卡罗来纳州最高法院（英语：South Carolina Supreme Court）以违反州宪法为由推翻了六周堕胎禁令[3]。
  - 爱达荷州最高法院（英语：Idaho Supreme Court）最高法官以3票支持、2票反对维持堕胎禁令[4]。
  - 曾不当公开桑迪·胡克小学枪击案受害者家属文件及亚历克斯·琼斯两年聊天记录的辩护律师诺姆·帕蒂斯（Norm Pattis）被康涅狄格州州法官裁定停牌半年[5]。
- 1月6日，
  - 美国联邦第五巡回上诉法院16人合议庭驳回了联邦政府对撞火枪托的禁令[6]。
  - 四名民主党政客在新墨西哥州阿尔伯克基的企业和住宅爆发枪击案，所幸无人伤亡[7]。
  - 经过横跨四天的15轮投票拉锯战，美国众议院正式选出共和党的凱文·麥卡錫为新一任议长[8]。
- 1月8日，拜登总统任内首次视察美墨邊界[9]。
- 1月9日，前总统特朗普推翻乔治亚州富爾頓縣2020年美國總統選舉结果的事件完成调查，负责调查的大陪审团递交了最终的调查报告[10]。
- 1月10日，
  - 为特朗普集团提供10年税务欺诈方案的艾伦·魏塞尔贝格被判监禁5个月[11]。
  - 第80届金球奖颁奖典礼在好莱坞比弗利山庄举行[12]。
- 1月11日，因联邦航空管理局NOTAM系统出现故障，全美航班禁飞（英语：ground stop），为九一一恐怖袭击以来首次[13][14]。
- 1月12日，
  - 司法部长梅域·加蘭任命前马里兰州地区检察官罗伯特·许（英语：Robert Hur）调查拜登总统私藏机密文件的事件[15]。
  - 2023年冬季世界大学生运动会于纽约州普莱西德湖开幕，持续到22日[16]。
- 1月18日，美屬維爾京群島成为全美第25个宣布大麻合法化（英语：Legalization of non-medical cannabis in the United States）的州份[17]。
- 1月19日，美国工会会员数从10.3%下降到10.1%，创下历史新低[18]。
- 1月21日，农历新年前夕，加利福尼亚州蒙特利公园一家舞蹈室爆发严重枪击案，枪手在杀害11人、打伤9人的第二天自杀[19]。
- 1月23日，
  - 玛氏食品旗下的M&M's巧克力宣布不再使用糖果公仔作为代言人，改为演员玛雅·鲁道夫。此前糖果公仔被保守派人士攻击[20]。
  - 参与美国国会大厦暴动案4名誓言守护者成员、一名脚踩众议院议长南茜·佩洛西桌子的男子被判罪名成立[21][22]。
  - 加利福尼亚州半月灣爆发群体枪击案，7名华裔的农场工人（英语：farmworker）被打死[23]。
  - 據美國海關及邊境保衛局的最新數據顯示，與2022年同期相比，加利福尼亞州聖地牙哥市自2022年1月11日至2023年1月23日止，在美墨邊界查獲攜帶雞蛋的數量，比前1年增加397.54%；另外在亞利桑那州圖森市增加320.25%，德克薩斯州拉雷多市增加313.08%。主要原因是美國於2022年初爆發高致病性的禽流感，導致數千萬隻禽鳥死亡，再加上新冠肺炎肆虐全球，導致飼料、運輸和包裝成本上漲，讓美國蛋價居高不下[24]。
- 1月25日，33歲男子密切爾（Anthony Don Mitchell）因殺人未遂被判在阿拉巴馬州沃克縣監獄服刑，密切爾被獄方懲處關在獄中廚房大冰櫃中長達數小時，直到沒有意識才被獄警抬出來並扛上警車送醫，當時密切爾身上還穿著橘紅色囚衣，雖然獄方聲稱密切爾離開冰櫃時是清醒的，但據監視器拍下的畫面中密切爾被獄警抬出時已經全身癱軟沒有意識。他1月12日入獄，13天後就被活活凍死，密切爾母親和律師提出37頁聯邦控告書，指出死亡時間應是1月25日晚間至26日，並控訴“這是美國見過最駭人聽聞的監獄虐待事件之一”[25]。
- 1月27日，田纳西州孟菲斯警方公布非裔男子泰尔·尼科尔斯遭警方暴力执法而死的现场画面后，全美各地民众举行抗议活动[26][27]。

### 2月
- 2月1日，
  - 联邦调查局按计划搜查拜登总统在特拉华州里霍博斯比奇的住所[28]。
  - 美联储将联邦基金利率上调0.25%，到4.75%[29]。
- 2月2日
  - 经众议院投票决定，早前发表反犹太人言论的众议员伊尔汗·奥马尔从外交委员会离职[30][31]。
  - 美国联邦第五巡回上诉法院裁定民事保護令保护下的受家庭暴力人士持枪不违法，此前判定违法的联邦法律违宪[32][33]。
  - 国防部官员表示在美国西部上空监测到中国间谍气球[34]。
  - 自1月31日起影响美国南部的冰风暴结束，至少造成10人死亡[35]。
- 2月3日,
  - 娱乐用大麻开始在密苏里州销售[36]。
  - 一辆载有危险化学品的列车在俄亥俄州东巴勒斯坦（英语：East Palestine, Ohio）脱轨[37]。
- 2月4日，
  - 美军在南卡罗来纳州外海用导弹击落疑似中国间谍气球[38]。
  - 新罕布什尔州華盛頓山录得−108 °F（−78 °C）的低温，创下全美气温新低[39]。
- 2月5日，第65屆格萊美獎在加利福尼亚州洛杉矶加密货币网体育馆举行，碧昂絲获得个人第32个格莱美奖，继续刷新格莱美奖个人得奖纪录[40]。
- 2月7日，
  - 拜登总统发表任内第二份国情咨文（英语：2023 State of the Union Address）[41]。
  - 勒布朗·詹姆斯以职业生涯38388分的总分超越名人堂成员卡里姆·阿卜杜勒-贾巴尔，成为NBA得分王[42]。
- 2月8日，麻薩諸塞州林恩市的一名男子開車到速食店溫蒂漢堡得來速窗口拿完餐點後，發現點大杯飲料卻做成小杯，隨後男子開車回店，掏槍朝16歲店員開槍，造成對方肩膀中彈濺血，另一名17歲店員也被波及輕傷。警方到場調查發現，得來速窗口留下2個彈孔，而2名受傷員工送醫幸無大礙[43]。
- 2月9日，前副总统彭斯收到特别检察官传唤，要求协助对特朗普的调查行动[44]。
- 2月10日，
  - FBI探员在前副总统彭斯家中搜出其他机密文件[45]。
  - 美军击落阿拉斯加上空的高空气球[46]。
- 2月13日，
  - 法官同意公开大陪审团报道特朗普推翻乔治亚州选举结果调查报告的部分内容[47]。
  - 布鲁克林区灣脊區一名男子驾驶U-Haul（英语：U-Haul）公司卡车冲撞行人，造成1人死亡，8人受伤[48]。
  - 密西根州立大學於當地時間晚間8時30分許在校區北部伯基廳（Berkey Hall）附近傳出槍響，造成至少3人死亡、5人受傷，兇嫌在犯案後步行逃逸，警方正展開追捕[49][50]。
- 2月14日，前美国常驻联合国代表、共和党党员妮基·黑利宣布出战（英语：Nikki Haley 2024 presidential campaign）2024年美國總統選舉[51]。
- 2月15日，
  - 四年前发生枪击案的艾爾帕索沃尔玛超市附近的一家购物中心发生枪击案，1人死亡，3人受伤，2名枪手遭逮捕[52]。
  - 田納西州國民警衛隊的一架黑鷹直升機執行訓練任務時於中部時間下午3時許在阿拉巴馬州麥迪遜縣亨茨維爾市附近的53號高速公路（英语：Mississippi Highway 53）中間墜毀，造成2人死亡[53][54]。
- 2月16日，
  - 布鲁斯·威利斯通过家人宣布患上额颞叶型失智症（英语：frontotemporal dementia）[55]。
  - 苏珊·沃西基辞任YouTube首席执行官，首席产品官尼尔·莫汉（英语：Neal Mohan）接任。事件标志着科技巨擘公司不再有女性担任首席执行官[56]。
  - 德州死刑犯汉克·斯金纳（英语：Hank Skinner）在狱中去世[57]。
- 2月17日，
  - 密西西比州阿卡布特拉（英语：Arkabutla, Mississippi）发生群体枪击案，造成6人死亡、1人受伤，嫌犯随后遭到逮捕[58]。
- 2月18日，卡特中心宣布前总统吉米·卡特接受临终关怀[59]。
- 2月21日，
  - 企业家维韦克·拉马斯瓦米宣布角逐2024年美國總統選舉[60]。
  - 自2月21日起，美国中西部及东北部遭遇冬季风暴袭击，出现低度低温天气。
- 2月23日，佛罗里达州对死刑犯唐纳德·迪尔贝克执行死刑[61]。

### 3月
- 3月2日，
  - 南卡罗来纳巡回法院第十四法庭大陪审团裁定同年1月杀害妻子与儿子的亚历克斯·默多夫（英语：Trial of Alex Murdaugh）两项谋杀罪、两项在暴力犯罪中非法持有武器罪成立，判处终身监禁[62]。
  - 田纳西州州长比尔·李签署富有争议性的参议院第三号法案（英语：Tennessee Senate Bill 3），全面禁止变装表演[63]。
- 3月3日，沃爾格林宣布不在共和党官员扬言采取法律行动的州分售卖堕胎药[64]。
- 3月8日，
  - 明尼苏达州州长提姆·沃茨签署行政令，要求为跨性别者保健机构（英语：Transgender health care）提供保护[65]。
  - 以加密货币交易为主营业务的银门银行宣布倒闭，即日暂停运营，启动清盘计划[66]。
- 3月10日，总部位于加利福尼亚州圣克拉拉的硅谷银行宣告破产，其资产由美国联邦存款保险公司接管[67]。
- 3月12日，
  - 第95屆奧斯卡金像獎在美國洛杉磯杜比劇院舉行，《媽的多重宇宙》囊括最佳影片等7項大獎，成為當晚最大贏家，其中楊紫瓊成為第一位斬獲奧斯卡影后的華人演員[68]。
  - 资产总值高达1100亿美元的签名银行宣布倒闭，是美国历史上资产规模第三大的倒闭银行[69]。
- 3月14日，
  - 一架俄羅斯Su-27戰鬥機於上午7時03分許攔截並損壞一架美國MQ-9收割者偵察機，導致其墜入黑海[70]。成為自冷戰以來，俄羅斯與美國空軍首次直接接觸[71]。
  - 美国东北部出现风暴天气，造成纽约和新英格兰25万人断电[72][73]。
- 3月15日，联邦监管机构批准堪薩斯城南方鐵路和加拿大太平洋鐵路合并[74]。
- 3月20日，
  - 爱达荷州议会通过新增行刑队枪决死刑方式的法案。若法案获得州长签署，爱达荷州会成为全美第五个使用行刑队枪决的州份[75]。
  - 总统拜登驳回劳工部要求权衡社会因素及气候变化对投资的长期影响的联邦规定，为拜登任内第一次动用否决权[76]。
- 3月22日，美联储宣布升息0.25%，从4.75%升至5%[77]。
- 3月24日，賓夕法尼亞州伯克縣西雷丁市鎮的RM帕爾默公司（RM Palmer Company）巧克力工廠於東部時間下午4時57分發生爆炸，造成7人死亡、10人受傷。爆炸原因疑似是因氣體外洩所引起的。救援隊員花費2天的時間進行搜救。該間巧克力工廠有70多年歷史[78]。
- 3月27日，
  - 田纳西州纳什维尔一间小学发生枪击案，一名26岁的变性男子持枪闯入学校，杀害了3名学生和3名教职员工[79]。
  - 拜登动用《1950年国防生产法》，要求投入5000万美元生产印制电路板[80]。
- 3月28日，美国政府宣布停止与退出《新削减战略武器条约》的俄罗斯共享核弹库信息[81]。
- 3月29日，美國陸軍第101空降師的2架HH60黑鷹（HH60 Black Hawk）直升機於東部時間晚間10時15分左右在肯塔基州克里斯蒂安縣霍普金斯市坎貝爾堡軍營（英语：Fort Campbell）進行例行訓練時墜毀（英语：2023 Fort Campbell mid-air collision），造成9人死亡[82][83]。
- 3月30日，
  - BNSF鐵路公司旗下的一列貨運火車於半夜1時行經明尼蘇達州坎迪約希郡雷蒙德鎮（英语：Raymond, Minnesota）時發生出軌，導致車上大量的乙醇、玉米糖漿等易燃的化學物質外泄焚燒，雷蒙德鎮政府隨即下令疏散約800位居民，目前未造成傷亡，鐵路公司表示不必擔心空氣或水質污染。當地時間同日上午11時，居民已獲准返回家園[84]。
  - 纽约曼哈顿的大陪审团指控前总统特朗普对艳星史多美·丹尼爾进行商业欺诈[85]。
- 3月31日，
  - 伊利諾州布恩縣貝爾維迪爾市的音樂表演場地阿波羅劇院（The Apollo Theatre）於當地時間晚間7時25分許舉辦一場金屬搖滾音樂會，疑似因天氣惡劣遭龍捲風襲擊，在表演30分鐘後劇院屋頂發生崩塌，造成1人死亡、28人受傷，傷者中有5人輕傷，另有23人受到中、重度傷害。目前無法確定此意外是龍捲風所致。東部時間晚間7時45分許，該地區發布龍捲風警告，10分鐘後，劇院屋頂發生崩塌意外[86]。
  - 美國7個州出現龍捲風，數量多達50多個，強烈風暴與龍捲風襲擊從德克薩斯州到五大湖區之間的美國中部地區[87]，共造成阿肯色州克羅斯縣威恩市2人死亡、普拉斯基縣1人死亡，印第安納州沙利文縣2人死亡，伊利諾州1人死亡[88]。
  - 肯塔基州州长安迪·貝謝爾签署大麻合法化法案[89]。

### 4月
- 4月1日，联邦法官罗伯特·皮特曼（英语：Robert L. Pitman）下令德克萨斯州拉諾縣的学校重新上架12本含有LGBT及种族内容的图书[90]。
- 4月2日，阿肯色州州长阿薩·賀勤森宣布参选2024年总统选举[91]。
- 4月3日，国家航空航天局公布阿提米絲2號乘组成员，他们将执行1972年阿波罗17号以来的第一次登月任务[92]。
- 4月4日，前总统唐納·川普被控34项伪造商业纪录（英语：falsifying business records）罪[93]。
- 4月5日，律师兼作家小罗伯特·F·肯尼迪宣布参选2024年总统选举[94]。
- 4月6日，
  - 共和党议员占多数的田纳西州众议院（英语：Tennessee House of Representatives）发生议员遭驱逐事件（英语：2023 Tennessee House of Representatives expulsions），两名支持枪支管制方案改革的民主党议员因在议会厅内抗议被驱逐出场[95]。
  - ProPublica披露最高法院大法官克拉倫斯·托馬斯与共和党大金主哈兰·克罗（英语：Harlan Crow）奢华出游未申报，过去20年一直如此[96][97]。
- 4月10日，
  - 肯塔基州傑佛遜縣路易維爾市中心的老國民銀行（英语：Old National Bank）分行於上午8時38分發生槍擊事件，造成5人死亡、9人受傷。傷者中有2名警察，其中1名警察情況危急。不包括槍手的4名死者中，有1人是時任肯塔基州州长安迪·貝謝爾的摯友。而槍手被警察當場擊斃，槍手為25歲的白人男子斯特金（Connor Sturgeon）。槍手是該間銀行的前員工，疑似因不滿遭到解雇所以開槍報復[98][99]。
  - 2023年美国五角大楼文件泄露事件。
- 4月17日，
  - 司法部宣布逮捕2名涉嫌代表福州市公安局在纽约曼哈顿唐人街开设海外110警察站的美国公民。[100]
  - 紐約東區聯邦檢察官辦公室（英语：United States Attorney for the Eastern District of New York）宣布逮捕44名對異見人士進行「跨國鎮壓」的人士，包括40名中國公安部警察和兩名中國國家網信辦官員。[101]
- 4月18日，福克斯新聞就2020年總統選舉期間對主權投票系統作出不實並損害名譽的報導一事，賠償主權投票系統7.87億美元達成和解[102]。
- 4月20日，由SpaceX研发的SpaceX星舰与超级重型助推器，在SpaceX星港点火升空，并通过最大动压点，最终于发射后240秒启动飞行终止系统，测试部分成功[103]。
- 4月23日，家具用品连锁卖场Bed Bath & Beyond宣告破产清盘[104]。
- 4月25日，总统喬·拜登正式宣布参选2024年总统选举[105]。
- 4月27日，自阿拉斯加州費爾班克斯-北極星自治市鎮費爾班克斯市溫賴特堡拉德陸軍機場（英语：Fort Wainwright）出發的美國陸軍第11空降師第25航空團的2架AH-64阿帕契直升機訓練返程途中在阿拉斯加州迪納利自治市鎮希利區附近相撞墜毀，造成3人死亡、1人受傷，死者中1人在送醫過程中死亡，傷者已送醫治療。當時機上有4名飛行員。此起事故成為阿拉斯加州2023年第2起軍用直升機的事故[106]，也是2023年美國陸軍第2起發生2架直升機的墜毀事故[107]。
- 4月28日，德克萨斯州克里夫兰（英语：Cleveland, Texas）爆发枪击案（英语：2023 Cleveland, Texas shooting），造成5名洪都拉斯人死亡[108]。

### 5月
- 5月1日，美国联邦存款保险公司宣布接管宣告破产的第一信託銀行，转由摩根大通收购[109]。
- 5月2日，因加薪谈判失败，美国编剧工会发起大罢工，为2007至2008年以来的首次[110]。
- 5月3日，
  - 美聯儲再宣佈加息0.25%，加息後的聯邦基金利率高達5.25%[111]。
  - 紐約計劃禁止新建住宅樓使用瓦斯爐及丙烷爐，其中小型住宅樓於2026年起禁用，大型住宅樓2029年起禁用[112]。
  - 黑人喬治·弗洛伊德死亡案涉事警察杜濤被裁定犯有一項二級過失殺人罪[113]。
  - 佐治亞州亞特蘭大的北邊醫院（英语：Northside Hospital）爆發大規模槍擊案，造成1人死亡、4人受傷。
- 5月4日，曾參與美國國會大廈暴動事件的驕傲男孩創辦人恩里克·塔里奥等四人被裁定犯有合謀煽動罪（英语：Seditious conspiracy）等多項重罪[114]。
- 5月6日，德克萨斯州艾伦一家折扣店发生枪击案（英语：2023 Allen, Texas shooting），包括枪手在内的9人死亡[115]。
- 5月7日，德克萨斯州布朗斯维尔一家移民庇护中心发生汽车冲撞事件，7人遇害[116]。
- 5月9日，
  - 曼哈顿的联邦民事陪审团裁定前总统特朗普诽谤、性侵作家E·珍·卡罗尔的罪名成立，需要支付500万美元精神损失费[117]。
  - 联邦检察官以电汇诈骗、洗钱、盗窃私人资金的罪名起诉众议员乔治·桑托斯[118]。
- 5月12日，第42条法案失效[119]。
- 5月15日，
  - 美国国家卫生院启动mRNA通用流感疫苗（英语：Universal flu vaccine）的首阶段试验[120]。
  - 新墨西哥州法明顿於上午10時57分发生枪击案，3人死亡、6人受伤[121][122]。
- 5月16日，北卡罗来纳州北卡罗来纳州议会投票通过禁止怀孕超过12周的妇女堕胎的法案，推翻此前州长罗伊·库珀的否决权[123]。
- 5月19日，
  - 参议员蒂姆·斯科特宣布参加2024年大选的共和党初选[124]。
  - 马萨诸塞州地区检察官蕾切尔·罗林斯（英语：Rachael Rollins）因伦理调查发现违反多项政策、在宣誓就职的时候撒谎，宣布辞职[125]。
- 5月24日，佛罗里达州州长罗恩·德桑蒂斯宣布参选2024年美国总统选举[126]。
- 5月27日，德克萨斯州众议院（英语：Texas House of Representatives）以121票支持、23票反对的压倒性票数通过德克萨斯州州检察长肯·帕克斯顿（英语：Ken Paxton）的弹劾案，帕克斯顿成为德克萨斯州史上第三位被弹劾的官员[127][128]。
- 5月30日，在人工智能热潮的带动下，英伟达成为第一家市值超1万亿美元的芯片厂商[129]。

### 6月
- 6月3日，总统拜登签署《2023年财政责任法案（英语：Fiscal Responsibility Act of 2023）》，大幅度提升美国的债务上限[130]。
- 6月4日，一架载有3名乘客和1名飞行员的Cessna 560 Citation V（英语：Cessna 560 Citation V）私人飞机在乔治·华盛顿国家森林附近坠毁（英语：2023 Virginia plane crash），机上全员丧生。有指事发时飞机误闯国家森林的飞行限制区，被美军派出的F16战斗机驱离，当时战斗机飞行员发行飞机飞行员陷入昏迷[131]。
- 6月5日，前副总统迈克·彭斯宣布参选2024年美国总统选举[132]。
- 6月6日，
  - 因加拿大魁北克省出现猛烈野火，美国东北部及中西部出现严重的烟雾（英语：2023 United States East Coast wildfire smoke）。当局建议受影响地区的居民非必要不外出，外出需佩戴N95口罩[133][134]。
  - 前新泽西州州长克里斯·克里斯帝宣布参加2024年大选[135]。
  - 弗吉尼亚州里士满奥驰亚剧院（英语：Altria Theater）发生枪击案，2人死亡、5人受傷。事发时剧院正举行胡格諾高中（英语：Huguenot High School）的毕业典礼。2名嫌犯已被逮捕[136]。
- 6月7日，有线电视新闻网总裁克里斯·莱特因丑闻风波辞职[137]。
- 6月8日，
  - 美国最高法院裁定（英语：Merrill v. Milligan）阿拉巴马州的选区地图歧视州内的非裔美国人，违反《1965年选举法案》，需要重画[138]。
  - 特朗普在社交平台Truth Social上表示自己因非法持有机密文件，被杰克·史密斯的特别法律顾问（英语：Smith special counsel investigation）起诉[139]。
- 6月12日，
  - 聯邦貿易委員會申请驳回微软收购动视暴雪的计划（英语：proposed acquisition of Activision Blizzard by Microsoft）[140]。
  - 迪克·克拉克制片公司（英语：Dick Clark Productions）与埃尔德里奇产业公司（英语：Eldridge Industries）宣布收购金球奖所有版权及资产。好莱坞外国记者协会会在晚些时候宣布解散[141]。
- 6月13日，科罗拉多州丹佛的一场庆祝丹佛掘金获得2023年NBA总决赛冠军的活动爆发枪击案，10人受伤[142]。
- 6月15日，迈阿密市长弗朗西斯·X·苏亚雷斯宣布参加2024年总统选举[143]。
- 6月16日，洛杉磯軌道交通区域连续线（英语：Regional Connector）正式通车[144]。
- 6月18日，伊利诺伊州威洛布魯克的一场庆祝六月节的活动爆发枪击案，1人死亡、22人受伤[145]。
- 6月20日，亨特·拜登承认联邦税收和枪支指控[146]。
- 6月22日，联邦众议员威尔·赫德（英语：Will Hurd）宣布参加2024年总统选举[147]。
- 6月24日，一辆运载有害物质的货运列车在黃石河附近脱轨，造成多辆汽车落水[148]。
- 6月25日，龍捲風橫掃中西部、南部多州，造成4人死亡，其中1名男子在印第安納州因房屋被毀死亡，3人在阿肯色州因路樹倒塌砸垮房屋死亡。導致9州共702,304戶停電。東岸地區於26日發生嚴重雷暴、閃電、冰雹、強風致逾1400個航班取消。阿肯色州州長莎拉·赫卡比·桑德斯宣布進入緊急狀態[149]。
- 6月27日，
  - 美国最高法院以6比3裁定摩尔诉哈珀案（英语：Moore v. Harper），反对具体实施各州议会独立理论（英语：independent state legislature theory）[150][151]。
  - 美国最高法院以7比2裁定康特曼诉科罗拉多州案（英语：Counterman v. Colorado），要求检察官必须证明所谓由康特曼造成的真正威胁（英语：True threat）是鲁莽行为，或是带有主观目的，才可以定罪[152]。
- 6月29日，美国最高法院裁定部分大学录取学生时采用的优惠性差别待遇违反《宪法第十四条修正案》中的平等保護條款。法院以6比3支持学生公平录取组织诉北卡罗来纳州立大学案（英语：Students for Fair Admissions v. University of North Carolina）和學生公平錄取組織訴哈佛案中学生公平录取组织的立场[153]。
- 6月30日，
  - 美国最高法院以6比3裁决拜登诉内布拉斯加案（英语：Biden v. Nebraska），裁定《健康与经济复苏综合应急解决方案法案（英语：HEROES Act）》未授予总统赦免学生贷款的权限[154]。
  - 美国最高法院以6比3裁决303创意有限责任公司诉埃莱尼斯案（英语：303 Creative LLC v. Elenis），裁定《宪法第一修正案》禁止各州强迫网站设计者打造他们不同意的设计。该裁定被认为宗教保守派与言论自由派的胜利，同时也是LGBT+权益运动的一次重大挫折[155]。
  - 夏威夷州檀香山的轨道交通天际线正式投入运营[156]。
  - 蘋果公司成为迄今为止唯一一家市值突破3万亿美元的上市公司[157]。

### 7月
- 7月2日，馬里蘭州巴爾的摩發生槍擊案，造成4人死亡、29人受傷[158]。
- 7月4日，加州河濱郡一架單座引擎飛機於下午2時45分許發生墜毀，造成1人死亡、3人受傷[159]。
- 7月9日，一架塞斯納550型商務機於凌晨4時15分許在加州河濱縣穆列塔市穆列塔機場（Murrieta airport）墜毀，造成6人死亡[160][161]。
- 7月11日，消費者金融保護局向美國銀行罚款2.534亿美元，其中1.5亿为欺诈及滥用透支费的罚款[162]。
- 7月13日，美国食品药品监督管理局不再将避孕药炔诺孕酮列为处方药物[163]。
- 7月14日，
  - 因未能与代表电影制片厂的电影电视制片商联盟达成协议，演员工会-美国电视和广播艺人联合会宣布启动罢工行动（英语：2023 SAG-AFTRA strike）。加上此前电影编剧也宣布集体罢工，好莱坞陷入自1960年以来的首次全面停摆[164]。
  - 纽约州萨福克县警方在马萨佩夸公园（英语：Massapequa Park, New York）抓获逃亡20多年的纽约长滩连环杀人案（英语：Gilgo Beach serial killings）嫌犯[165]。
- 7月16日，墨西哥在2023年美洲金盃决赛中战胜巴拿马国家足球队，取得第9个美洲金盃冠军[166]。
- 7月17日，食品药品监督管理局批准治疗人類呼吸道合胞病毒的婴儿用药物尼塞韦单抗（英语：Nirsevimab）上市[167]。
- 7月18日，密歇根州检察总长达娜·内塞尔指控16名亲特朗普阵营的“假选民”试图推翻（英语：Attempts to overturn the 2020 United States presidential election）2020年大选拜登在密歇根州获胜（英语：2020 United States presidential election in Michigan）的结果[168]。
- 7月26日，
  - 因应众多汽车制造商采用特斯拉的北美充電標準，由梅賽德斯-賓士集團、本田技研工业、起亚汽车、現代汽車、通用汽车、BMW和斯泰蘭蒂斯组成的产业联盟宣布自行研发同时兼容特斯拉和組合充電系統插头的充电系统.[169][170]。
  - 美联储再度将联邦基金利率升0.25%，创下2001年以来的新高[171]。
- 7月26日，美国众议院监督和问责委员会（英语：United States House Committee on Oversight and Accountability）召开不明飞行物专题听证会。在会上作证的美国前情报官员大卫·格鲁什（英语：David Grusch UFO whistleblower claims）揭发美军正进行一项回收坠毁非人类物体的秘密计划[172]。
- 7月27日，特别法律顾问杰克·史密斯将海湖庄园后勤负责人卡洛斯·德·奥利维拉（Carlos de Oliveira）列为特朗普不当持有机密文件案（英语：Federal prosecution of Donald Trump）的被告，同时额外指控沃尔特·诺特（英语：Walt Nauta）和特朗普一项保留国防信息罪、两项妨碍司法罪[173]。
- 7月29日，同性恋男子奥谢·西布利（英语：Killing of O'Shae Sibley）在纽约布鲁克林的一家加油站外被捅死，一名与案件有关的17岁男子次日被警方逮捕[174]。
- 7月31日，沃格特尔发电厂（英语：Vogtle Electric Generating Plant）三号机组反应堆正式运行，是美国七年来启动的一个核反应堆[175]。

### 8月
- 8月1日，
  - 特朗普第三度被大评审团起诉，指控其涉嫌推翻2020年大选结果、制造1月6日国会袭击事件[176]。
  - 惠誉国际以“治理水平持续恶化”为由，将美国的信贷评级从AAA下调至AA+[177]。
- 8月3日，在匹兹堡犹太教堂枪击案中杀害11人的主犯罗伯特·格雷戈里·鲍尔斯被判处死刑[178]。
- 8月4日，网络红人凯·塞纳特在纽约联合广场派送PlayStation 5的活动衍生为暴动（英语：Kai Cenat Union Square giveaway），多名警察受伤，包括塞纳特在内的数十人被捕[179]。
- 8月5日，阿拉巴马州蒙哥马利的河滨码头（Riverfront Dock）爆发大规模殴斗事件（英语：Montgomery Riverfront brawl）[180]。
- 8月6日，美国国家女子足球队在2023年國際足協女子世界盃中0比0战平瑞典国家女子足球队，其后在点球大战中5比4不敌对手，首次未能晋级世界杯四分之一决赛。
- 8月7日，非裔男子乔治·弗洛伊德遇害案中的涉案警察杜滔（Tou Thao）被判监禁4年9个月[181]。
- 8月9日，泰勒·斯威夫特時代巡迴演唱會的美国首站在洛杉矶SoFi體育場成功举办，为当地带来巨大的经济及文化效益（英语：Impact of the Eras Tour）[182][183]。
- 8月11日，
  - 美国在2022年录得第二次世界大战以来最高的自杀数字，有49449人选择轻生[184]。
  - 因应夏威夷毛伊岛出现严重的致命山火，总统发布联邦重大灾难声明[185]。
- 8月14日，亚特兰大陪审团正式起诉（英语：Prosecution of Donald Trump in Georgia）特朗普13项罪名，包括通过敲诈手段计划推翻拜登总统2020年大选期间在乔治亚州的选情（英语：2020 United States presidential election in Georgia）。特朗普18名同伙也遭到起诉[186][187]。
- 8月18日，美日韩三国在马里兰州戴维营签署《美日韩三边条约（英语：American–Japanese–Korean trilateral pact）》[188]。
- 8月20日，飓风希拉里（英语：Hurricane Hilary (2023)）在加利福尼亚州南部造成大规模洪水，数千户断电，是1939年以来首个袭击加利福尼亚州的热带风暴，也是首个影响加州南部的强烈热带风暴[189][190]。
- 8月22日，热带风暴哈罗德在德克萨斯州南部（英语：South Texas）引发山体滑坡、山洪暴发、停电及龙卷风警告[191]。
- 8月23日，
  - 南卡罗来纳州最高法院（英语：South Carolina Supreme Court）撤销早前颁下的禁止怀孕超过六周妇女堕胎法案的临时禁止令，正式允许堕胎法案生效[192]。
  - 加利福尼亚州特拉布科峡谷（英语：Trabuco Canyon, California）历史悠久的自行车酒吧厨师角（英语：Cook's Corner）爆发枪击案，包括枪手在内的4人死亡，6人受伤[193]。
  - 共和黨全國委員會在威斯康辛州密尔沃基举行2024年美国总统选举民主党初选候选人的首场电视辩论[194]
- 8月24日，密歇根州南部（英语：Southern Michigan）遭遇四个龙卷风袭击，5人死亡[195]。
- 8月28日，北卡罗来纳大学教堂山分校爆发枪击案，34岁的中国留学生齐太磊枪杀其导师严资杰。齐太磊被法院指控犯有一级谋杀罪，不得保释[196]。
- 8月31日：驕傲男孩领导人乔·比格斯（英语：Joe Biggs）因参与2021年美国国会大厦袭击事件，被判17年监禁，在联邦监狱服刑[197]。

### 9月
- 9月1日，驕傲男孩成员伊桑·诺丁（英语：Ethan Nordean）和多米尼克·佩佐拉（英语：Dominic Pezzola）因参与2021年美国国会大厦袭击事件，分别被判18年和10年监禁[198]。
- 9月5日，
  - 纽约市第18号地方法生效，正式禁止Airbnb在市内运营[199]。
  - 骄傲男孩领导人恩里克·塔里奥因参与国会袭击事件，被判监禁22年[200]。
  - 9月6日，地理学家称在内华达州与俄勒冈州的交界处休眠火山的火山口发现有史以来最大的锂矿，预估有2000万到4000万吨[201]。
- 9月7日，特朗普执政时期的经济顾问彼得·納瓦羅因未能按照传票接受1月6日国会袭击事件委员会的询问，被裁定犯有藐视国会罪[202]。
- 9月11日，美国烘焙公司Hostess Brands（英语：Hostess Brands）宣布被The J.M. Smucker Company（英语：The J.M. Smucker Company）与56亿美元现金及股票收购[203]。
- 9月14日，
  - 凯撒娱乐（英语：Caesars Entertainment）与美高梅國際酒店集團公司的计算机系统遭黑客组织零落蜘蛛（英语：Scattered Spider）入侵[204]。
  - 总统拜登之子亨特·拜登因联邦枪支指控被起诉[205]。
- 9月15日，美国汽车工人联合会针对美国三大汽车制造商福特汽车、通用汽车和斯泰蘭蒂斯发起罢工行动（英语：United Auto Workers strike of 2023）[206]。
- 9月18日，SLAC國家加速器實驗室的直线加速器相干光源获升级激光束ICLS-II，近日成功展示首个X-射线，其亮度比原版本亮1万倍[207][208]。
- 9月19日，美国快递公司Instacart（英语：Instacart）在纳斯达克进行备受关注的IPO，是纳斯达克近两年来最大一宗IPO。然而上市后的第二天，公司股价跌破30美元每股[209]。
- 9月20日，
  - 美国国债突破33万亿美元[210]。
  - 在阿拉巴马州共和党参议员汤米·图伯维尔的抗议下，参议院确认小查爾斯·Q·布朗当选下任參謀長聯席會議主席[211]。
- 9月21日，传媒大亨鲁珀特·默多克宣布卸任新闻集团及福斯公司董事职务，并传位给儿子拉克蘭·梅鐸[212]。
- 9月22日，
  - 新泽西州参议员鲍勃·梅嫩德斯被起诉联邦腐败罪名[213]。
  - 光亮线西棕榈滩至奥兰多国际机场延伸路段正式落成通车[214]。
- 9月25日，
  - 拜登政府承认太平洋岛国库克群岛及紐埃为主权独立国家，计划与两国建立正式外交关系[215]。
  - 运输部长彼得·布塔朱吉宣布斥资14亿美元改善全国铁路网的安全及载客量，投资款项大多根据《基礎設施投資和就業法》拨款[216]。
- 9月26日，
  - 联邦贸易委员会对亞馬遜公司发起反垄断诉讼（英语：FTC v. Amazon），控告亚马逊存在垄断行为[217]。
  - 纽约法官亚瑟·恩戈伦（Arthur Engoron）裁定（英语：New York civil investigation of The Trump Organization）特朗普及其特朗普集团存在欺诈行为，特朗普长期以来通过夸大财富价值来获取更多贷款，并且凭借故意贬低资产价值，以便向国税局缴纳较低的税款[218]。
- 9月27日，美国编剧工会与影视制片人联盟达成临时协议，结束长达4个月的罢工行动[219]。
- 9月29日，
  - 纽约都会区遭受水灾侵袭（英语：September 2023 New York floods），12小时内降雨量高达6英寸（150）[220]。
  - 拉斯维加斯警方逮捕了1996年谋杀（英语：Murder of Tupac Shakur）说唱歌手2Pac的前黑帮头目、现年60岁的杜安·戴维斯（英语：Duane Davis (gangster)）[221]。
  - 2021年牛津高中枪击案主犯伊森·克鲁布利（Ethan Crumbley）被判终身监禁[222]。

### 10月
- 10月1日，加州州长加文·纽森任命拉方扎·巴特勒填补黛安·范士丹任内去世而空缺的参议院职位[223]。
- 10月3日，凱文·麥卡錫在馬特·蓋茨发起的罢免投票中遭到罢免，成为美国历史上首个被罢免的美國眾議院議長[224]。
- 10月9日，国防部长劳埃德·奥斯汀下令向地中海东部地区部署航空母艦打擊群，以回应哈马斯向以色列平民发动袭击[225]。
- 10月11日，埃克森美孚宣布以60亿美元的股份收购先锋自然资源（英语：Pioneer Natural Resources），为能源行业近20年来最大一宗收购案[226]。
- 10月13日，美国国家航空航天局发射靈神星軌道器，计划对富金属型小行星灵神星进行探测[227]。
- 10月14日，美国西部及德克萨斯州出现日环食[228]。
- 10月15日，在一起有关阿片类药物泛滥（英语：Opioid epidemic in the United States）的官司中败诉，被判赔偿34.5亿美元的连锁药店品牌來愛德根据《美国破产法第十一章》申请破产[229]。
- 10月16日，
  - 伊利诺伊州普兰菲尔德镇区一名6岁的巴勒斯坦裔男生瓦迪亚·法尤姆（英语：Killing of Wadea Al-Fayoume）遭人杀害，其母亲被殴打成重伤，犯案人士为受害男生的土地主，他表示自己是在正在爆发中以哈战争驱使下作案[230]。
  - 美國魚類及野生動物管理局将21个物种列入国内濒危物种名单[231][232]。
- 10月17日，因未能与美高梅國際酒店集團及佩恩娱乐（英语：Penn Entertainment）达成劳资协议，底特律赌场员工发动2023 Detroit casino strike（英语：2023 Detroit casino strike）[233]。
- 10月18日，
  - 加利福尼亚州马里布佩珀代因大學发生汽车冲撞事件，一名司机驾车冲向一群步行中的学生，造成4人死亡、2人受伤，司机事后被捕[234]。
  - 因委内瑞拉当局与在野党达成选举承诺，美国财政部宣布解除对该国的特定石油、天然气及黄金禁运措施[235]。
  - 荷兰连环杀人犯约兰·范德斯洛特向美国联邦法院承认于2005年在阿鲁巴杀害娜塔莉·霍洛威[236]。
  - 华盛顿哥伦比亚特区美国国会旧楼（英语：Cannon House Office Building）前发生反战运动（英语：2023 Israel–Hamas war protests），要求以哈双方停火，超过300人被捕[237]。
- 10月19日，美国律师西德尼·鮑威爾在乔治亚州大选结果选举诈骗案起诉行动（英语：Georgia election racketeering prosecution）中承认串谋推翻乔治亚州2020年大选结果[238]。
- 10月20日，
  - 三次投票不能过关众议员吉姆·喬丹撤回了自己参加2023年10月美國眾議院議長選舉的提名[239]。
  - 联邦破产法官裁定亚历克斯·琼斯不能利用申请破产的手段，来逃避向受阴谋论及谎言伤害的桑迪胡克小学枪击案遇难学生家属支付11亿美元赔偿金[240]。
- 10月21日，雪佛龍宣布计划斥资500亿美元收购阿美拉达赫斯公司（英语：Hess Corporation）[241]。
- 10月23日，由华盛顿州埃弗里特飞往加利福尼亚州旧金山的地平线航空2059号航班（英语：Horizon Air Flight 2059）被休班机长胁持，计划坠毁[242]。
- 10月24日，
  - 乔治亚州最高法院（英语：Supreme Court of Georgia (U.S. state)）宣布维持该州禁止怀孕超过六周的妇女堕胎的禁令[243]。
  - 41个州的检察长及华盛顿特区以严重危害儿童健康为由起诉Meta Platforms，其中33个州在加州发起联合诉讼，其余8州及华盛顿特区在自己的管辖区内起诉[244]。
- 10月25日，
  - 共和党提名的邁克·約翰遜在众议院议长选举中当选新一任议长[245][246]。
  - 缅因州刘易斯顿发生大规模枪击案，至少18人死亡，13人受伤，是近年来死伤最严重的一起枪击案[247]。经过两天的追捕，嫌疑人被发现吞枪身亡[248]。
- 10月27日，曾参与刺杀海地总统若弗内尔·莫伊兹的退休哥伦比亚军官被迈阿密一家法院判处终身监禁[249]。
- 10月28日，迈克·彭斯宣布退出2024年美国共和党总统候选人初选（英语：2024 Republican Party presidential primaries）[250]。
- 10月29日，佛罗里达州坦帕易博城（英语：Ybor City）发生大规模枪击案（英语：2023 Ybor City shootings），2人死亡，16人受伤，22岁的枪手被捕[251]。
- 10月30日，美国汽车工人联合会继与斯泰蘭蒂斯及福特汽车达成临时协议后，继续与通用汽车达成协议，结束罢工行动[252][253]。

### 11月
- 11月1日，众议院未通过驱逐乔治·桑托斯的动议[254]。
- 11月2日，
  - 全美最大的游乐园公司六旗与雪松会（英语：Cedar Fair）宣布合并计划，合并后的公司名称为六旗，但会以雪松会的股票代码FUN进行公开交易[255][256]。
  - 陪审团裁定（英语：United States v. Bankman-Fried）FTX创办人山姆·班克曼-弗里德七项欺诈罪名全部成立[257]。
- 11月5日，在加利福尼亚州千橡市亲以色列示威者与亲巴勒斯坦示威者的冲突中，69岁的犹太男子保罗·凯斯勒（英语：Killing of Paul Kessler）遇害。当地官员将案件列为反犹太人仇恨犯罪[258]。
- 11月6日，负债高达500亿美元的WeWork依照美国破产法第十一章申请破产，该公司曾是全美最有价值的初创公司[259]。
- 11月7日，加利福尼亚州塔斯廷的海军陆战队航空基地（英语：Marine Corps Air Station Tustin）一号机库发生大火[260]。
- 11月9日，
  - 美国演员工会与资方达成临时协议，结束罢工行动（英语：2023 SAG-AFTRA strike）[261]。
  - 纽约大学朗格尼医学中心（英语：NYU Langone Health）的外科医生团队宣布完成全球首例眼球移植（英语：Eye transplantation#2023 NYU Langone Health attempt）手术[262]。
- 11月11日，因发生大火，洛杉矶市中心10号高速公路部分路段无限期封闭[263]。
- 11月12日，参议员蒂姆·斯科特宣布退出2024年大选[264]。
- 11月14日，华盛顿哥伦比亚特区国家广场举行支持以色列“为以色列游行（英语：March for Israel）”集会[265]。
- 11月15日，2023年美國APEC峰會在三藩市开幕。[266]
- 11月16日，被众议院道德委员会（英语：United States House Committee on Ethics）发表审查报告、面临数项欺诈指控的参议员乔治·桑托斯决定不在2024年众议院选举中竞逐连任[267]。
- 11月17日，OpenAI联合创办人萨姆·阿尔特曼被公司以“向董事撒谎”为由解聘（英语：Removal of Sam Altman from OpenAI），被OpenAI的另一名创办人格雷格·布羅克曼抗议，事后与奥尔特曼一同跳槽到OpenAI的投资方微软。事件引发OpenAI内部大震荡，OpenAI迫于压力，于五天后恢复阿尔特曼的职务[268][269][270][271]。
- 11月22日，
  - 为配合拜登政府推行的打击垃圾税费（英语：junk fee）政策，聯邦貿易委員會计划禁止有线电视服务商继续收取剪线（英语：cord-cutting）费[272]。
  - 纽约州尼亞加拉瀑布城发生袭击事件，一名男子驾驶车辆冲撞边境检查大楼，并在彩虹桥引爆车辆，造成2人死亡、1名美國海關及邊境保衛局工作人员受伤[273]。
- 11月23日，多名巴勒斯坦民族主義者身穿涂有假血的白色紧身衣，将自己黏在梅西感恩节大游行的行经路线上，干扰队伍前进[274]。
- 11月25日，佛蒙特州伯靈頓发生反巴勒斯坦枪击事件（英语：2023 shooting of Palestinian students in Burlington, Vermont），三名正在放感恩节假期的巴勒斯坦裔学生说阿拉伯语、头戴阿拉伯头巾，向巴勒斯坦表示支持，结果遭人开枪打伤[275]。
- 11月28日，前美国第一夫人罗莎琳·卡特的葬礼举行，多位前总统携第一夫人出席[276]。
- 11月29日，纽约州检察官宣布起诉涉嫌策划暗杀印度锡克教分离主义团体锡克教徒要正义（英语：Sikhs for Justice）发言人古尔帕特万特·辛格·潘农的男子[277]。

### 12月
- 12月1日，面临诈骗及腐败指控的众议院乔治·桑托斯被全体众议院以311票支持、114票反对驱逐，成为自2002年詹姆斯·特拉菲坎特（英语：James Traficant）以来第一位被驱逐出国会的议员[278]。
- 12月3日，
  - 纽约皇后区发生伦常命案，一名男子持刀杀害四名家人、弄伤另一家人，随后又刺伤前来支援的两名警察，最终被警方开枪击毙[279]。
  - 阿拉斯加航空成功以19亿美元收购夏威夷航空[280]。
- 12月4日，北达科他州州长道格·伯古姆退出2024年总统选举[281]。
- 12月5日，德克萨斯州一名男子在奥斯汀和比爾縣两地制造枪击案，被警方逮捕，面临六项谋杀罪和三项谋杀未遂罪[282]。
- 12月6日，
  - 两月前被罢免众议院议长职务的凱文·麥卡錫宣布在年底辞任议员职务[283]。
  - 内华达大学拉斯维加斯分校发生枪击案，三人死亡，一人受伤，凶手当场自杀[284]。
- 12月7日，
  - 联邦许可改进指导委员会批准在罗德岛附近新建離岸風力發電场[285]。
  - 拜登总统之子亨特·拜登再被特拉华州的特别法律顾问团队起诉九项罪名，包括三项重罪和六项轻罪，涉及亨特在2016年至2019年间未缴纳的140万美元税款[286]。
- 12月8日，
  - 2021年牛津高中枪击案主犯伊森·克鲁布利（Ethan Crumbley）被判终身监禁，不得假释[287]。
  - 美国食品药品监督管理局批准两个治疗鐮刀型紅血球疾病的基因疗法[288]。
- 12月9日，
  - 肯塔基州田纳西州和密西西比州突发龙卷风，造成7人死亡、71人受伤，35000人断电[289]。
  - 因在众议院教育与劳动力委员会（英语：United States House Committee on Education and the Workforce）主办的反犹太主义听证会（英语：2023 United States Congress hearing on antisemitism）上发表争议性言论，宾夕法尼亚大学校长利兹·马吉尔宣布辞职[290]。
- 12月13日，眾議院以221票支持、212票反對，正式授權啟動對總統喬·拜登的彈劾調查（英语：Impeachment inquiry against Joe Biden）。[291]
- 12月15日，魯迪·朱利安尼被法院要求赔偿1.48亿美元给两位在2020年大选（英语：2020 United States presidential election in Georgia）期间被他诽谤的乔治亚州选举工作人员[292]。
- 12月18日，
  - 日本制铁宣布以141亿美元全资收购美国钢铁公司，新公司名称不变，同时保留匹兹堡总部[293]。
  - 美国、英国、巴林、加拿大、法国、希腊、意大利、荷兰、挪威、塞舌尔和西班牙启动繁荣守护者行动，保护红海航行船只不被胡塞武装组织袭击[294]。
  - 科罗拉多州最高法院（英语：Colorado Supreme Court）援引《美国宪法第十四修正案》中禁止参与叛乱者参与总统选举的法条，禁止特朗普参加2024年科罗拉多州共和党总统候选人初选（英语：2024 Colorado Republican presidential primary）[295]。共和党科罗拉多州党部（英语：Colorado Republican Party）向美国最高法院上诉[296]。
  - 密苏里州最高法院（英语：Missouri Supreme Court）废除了将无家可归者在国有土地上居住定为刑事犯罪的州法律，一致废除了一项禁止强制公职人员接种COVID-19疫苗的法律[297]。
- 12月28日，继科罗拉多州后，缅因州州务卿（英语：Secretary of State of Maine）申娜·贝洛斯（英语：Shenna Bellows）援引《美国宪法第十四修正案》中禁止参与叛乱者参与总统选举的法条，禁止特朗普参加2024年缅因州共和党总统候选人初选（英语：2024 Maine Republican presidential primary）[298]。